# 新集川镇
新集川镇，是中华人民共和国陕西省宝鸡市陇县下辖的一个乡镇级行政单位。

## 行政区划
新集川镇下辖以下地区：
新集川村、李家庄村、保家河村、李家山村、南坡村和铁马河村。